# Duo concertante
Il Duo concertante per violino e pianoforte è una composizione di Igor' Fëdorovič Stravinskij del 1932.

## Storia
La proficua collaborazione col violinista americano Samuel Dushkin, che portò alla creazione nel 1931 del Concerto per violino in Re, spinse Stravinskij a voler scrivere un altro lavoro per questo strumento. Il musicista non amava molto l'unione sonora data dal timbro del pianoforte con quello degli archi, ma l'ulteriore conoscenza del violino che ottenne lavorando a stretto contatto con Dushkin lo indusse a tentare una composizione per questo strumento e il pianoforte solo. Il Duo concertante fu iniziato a Voreppe nel dicembre del 1931 e terminato il 15 luglio 1932. La prima esecuzione avvenne a Berlino al Neues Schauspielhaus im Gendarmenmarkt il 28 ottobre 1932 con Stravinskij e Dushkin come esecutori; successivamente la composizione venne eseguita in tournée in varie città europee dagli stessi interpreti.

## Analisi
Il Duo concertante rientra nel periodo neoclassico dell'autore. Stravinskij fu ispirato per questo lavoro dal lirismo della poesia bucolica dell'antichità, idea suggeritagli dalla lettura di un libro su Francesco Petrarca dello scrittore svizzero Charles-Albert Cingria; il suo è in effetti un tentativo di versificazione musicale. La composizione si articola in cinque movimenti e si può considerare una derivazione della sonata di stampo classico anche se le denominazioni delle cinque parti fanno più pensare ad una suite. Alla Cantilena iniziale, pervasa di malinconia, seguono due Egloghe in cui si riflette un clima di lirismo contenuto e permeato di ispirazione bucolica. La Giga si discosta dai brani precedenti per l'aspetto brillante dei giochi virtuosistici degli strumenti. Il Ditirambo chiude l'opera con un'atmosfera di melodia pastorale a coronamento di una composizione quanto meno inusuale nell'ambito della creazione stravinskiana.

## Realizzazioni coreografiche
George Balanchine realizzò un balletto nel 1972 che fu rappresentato la prima volta a New York allo State Theatre col New York City Ballet il 22 giugno 1972 in occasione dello Stravinskij Festival. Il balletto, anch'esso in cinque movimenti, è per soli due danzatori che ascoltano, senza danzare, il primo brano per poi eseguire un pas de deux ininterrotto di grande evidenza coreografica sui restanti brani. Le scene spoglie, le luci mirate così come la semplicità dei costumi da studio sono nel perfetto stile balanchiniano.